# 涂們
涂們（1960年2月16日—2021年12月12日），男，鄂温克族，內蒙古呼倫貝爾人，中國大陸演員。2017年憑藉電影《老獸》獲得第54屆金馬獎最佳男主角獎，及中國電影導演協會年度表彰評選年度男演員獎。

## 生平
1985年，涂們參演電影《成吉思汗》出道。1996年，他以電影《悲情布魯克》的演出，獲頒第16屆金雞獎集體表演獎，並提名東南亞國際電影節最佳男配角。1998年，他在電影《一代天驕成吉思汗》中挑大梁演出主角，榮獲第7屆表演藝術金鳳凰獎學會獎。2017年以電影《老獸》中自私的父親角色，奪得第54屆金馬獎最佳男主角及中國電影導演協會年度表彰評選年度男演員獎。
2021年11月，涂們在北京檢查出罹患食道癌末期，治療無效遂回到呼倫貝爾，於2021年12月12日凌晨過世。他作品產量豐富，去世後尚有《上山》、《逍遙遊》及《最後的真相》等遺作待映。

## 事件
2018年第55屆金馬獎最佳紀錄片《我們的青春，在台灣》導演傅榆在頒獎典禮上，發表得獎感言時說：「希望我們的國家可以被當成一個真正獨立的個體來看待，是我身為一個台灣人最大的願望。」當頒獎典禮輪到涂們上台為最佳女主角頒奬時，涂们回擊表示「特別榮幸再次來到『中國台灣』金馬獎頒獎」及「我感到了兩岸一家親。」

## 作品

### 電影

#### 參演
| 年份   | 名稱                   | 角色       |
| ------ | ---------------------- | ---------- |
| 1988年 | 《歡樂英雄》           |            |
| 1988年 | 《陰陽界》             | 話大頭     |
| 1994年 | 《火狐》               |            |
| 1994年 | 《金秋鹿鳴》           |            |
| 1995年 | 《悲情布魯克》         |            |
| 1998年 | 《一代天驕成吉思汗》   | 成吉思汗   |
| 1999年 | 《黃河絕戀》           | 安寨主     |
| 2002年 | 《嘎達梅林》           |            |
| 2002年 | 《天上草原》           |            |
| 2013年 | 《止殺令》             | 成吉思汗   |
| 2015年 | 《告別》               |            |
| 2016年 | 《王牌御史之獵妖教室》 | 校長       |
| 2017年 | 《老獸》               | 老楊       |
| 2018年 | 《戰神紀》             | 札木合父親 |
| 2020年 | 《怪物先生》           | 平叔       |
| 2020年 | 《白云之下》           |            |
| 2020年 | 《我叫鄭先生》         |            |
| 2020年 | 《極惡不赦》           |            |
| 2021年 | 《兴安岭上》           |            |
| 2021年 | 《上山》               |            |
| 2021年 | 《乌海》               | 苗唯父亲   |
| 2022年 | 《叫我郑先生》         | 郑先生     |
| 2023年 | 《最后的真相》         | 馬雙喜     |

#### 導演
| 年份   | 名稱           | 備註               |
| ------ | -------------- | ------------------ |
| 2019年 | 《呼伦贝尔城》 | 擔任"編劇""製片人" |
| 2020年 | 《極惡不赦》   | 擔任"主演          |

### 電視劇
| 年份   | 名稱                   | 角色       |
| ------ | ---------------------- | ---------- |
| 2001年 | 《笑傲江湖》           | 左冷禪     |
| 2006年 | 《朱元璋》             | 脫脫       |
| 2007年 | 《貞觀長歌》           | 頡利可汗   |
| 2007年 | 《王昭君》             | 呼韓邪單于 |
| 2008年 | 《大唐游俠傳》         | 安祿山     |
| 2008年 | 《鹿鼎記》             | 吳三桂     |
| 2009年 | 《兵聖》               | 闔閭       |
| 2009年 | 《倚天屠龍記》         | 察罕帖木兒 |
| 2009年 | 《闖關東中篇》         | 寶王爺     |
| 2011年 | 《大風歌》             | 冒頓       |
| 2017年 | 《九州·海上牧雲記》    | 碩風康     |
| 2021年 | 《大宋宮詞》           | 宋太宗     |
| 2023年 | 《父亲的草原母亲的河》 | 仁勤       |

## 獎項
| 年份   | 頒獎典禮                     | 獎項       | 作品                 | 結果 |
| ------ | ---------------------------- | ---------- | -------------------- | ---- |
| 1996年 | 第16届中国电影金鸡奖         | 最佳男配角 | 《悲情布魯克》       | 提名 |
| 1999年 | 金凤凰奖                     | 表演學會獎 | 《一代天驕成吉思汗》 | 獲獎 |
| 2017年 | 第54屆金馬獎                 | 最佳男主角 | 《老獸》             | 獲獎 |
| 2017年 | 中国电影导演协会年度表彰评选 | 年度男演員 | 《老獸》             | 獲獎 |
| 2017年 | 第31届金鸡奖                 | 最佳男主角 | 《告別》             | 提名 |
| 2019年 | 第32屆中國電影金雞獎         | 最佳男主角 | 《老獸》             | 提名 |

## 外部連結
- 涂們在香港影庫上的簡介
- 涂們在豆瓣上的资料（简体中文）
- 涂們在互联网电影资料库（IMDb）上的資料（英文）